# Rikers Island

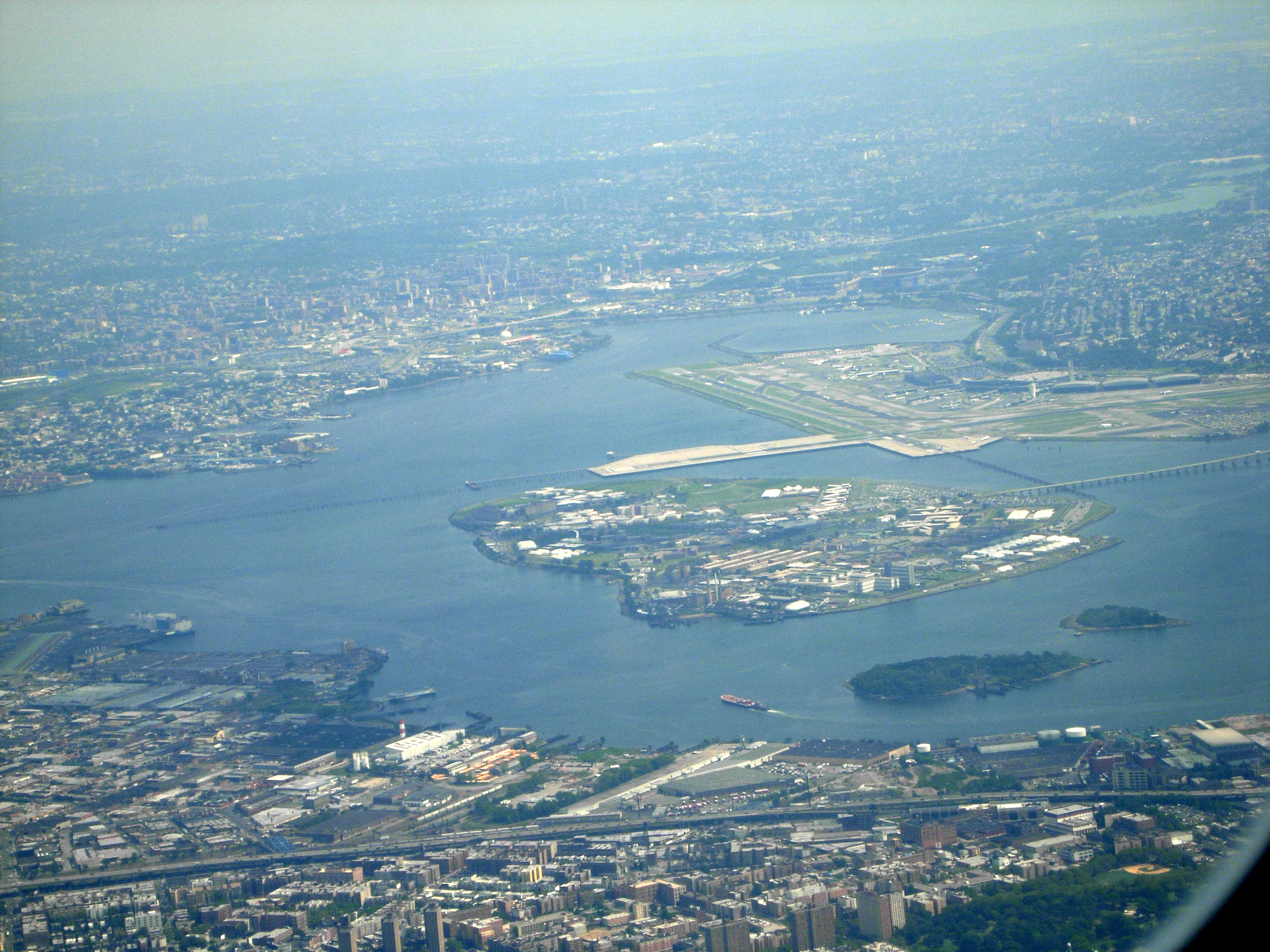
Rikers Island vista des de l'aire. També s'hi pot veure el LaGuardia Airport.

Rikers Island (/ˈraɪkərz/) és alhora una illa de 167 ha situada a l'East River, entre el Bronx i el Queens, a New York, prop de l'Aeroport LaGuardia, i un centre penitenciari que hi ha instal·lat. La presó és administrada pel New York City Department of Correction (literalment «servei correccional de la ciutat de New York»). El seu pressupost anual s'estableix en 860 milions de dòlars. Hi treballen 10.000 guàrdies i 1500 civils per a una capacitat màxima de 17.000 detinguts. Segons l'estudi de l'oficina del cens dels Estats Units, la població permanent del centre era de 12.780 presoners el 2000.

## Història
L'illa ha estat batejada en referència a Abraham Rycken, colon holandès que es va traslladar a Long Island el 1638. Va ser utilitzada com a terreny militar d'ençà la  Guerra de Secessió. Els descendents de Rycken van posseir l'illa fins a 1884, data en què la van vendre a la ciutat de New York per la suma de 180.000 dòlars. La ciutat se'n serveix d'aleshores ençà com a presó.